# Wilga maskowa
Wilga maskowa, wilga chińska (Oriolus chinensis) – gatunek średniej wielkości ptaka z rodziny wilgowatych (Oriolidae), występujący we wschodniej i południowej Azji. Nie jest zagrożony.

## Systematyka

Porównanie upierzenia samców różnych podgatunków

Takson ten jest blisko spokrewniony z wilgą cienkodziobą (O. tenuirostris), niekiedy łączono je w jeden gatunek. Obecnie wyróżnia się około 20 podgatunków O. chinensis, jednak niektórzy autorzy sugerują potrzebę podziału tego taksonu na kilka gatunków. Poszczególne podgatunki zamieszkują:
- wilga szafranowa (O. chinensis diffusus) – gniazduje w skrajnie południowo-wschodniej Rosji (Przyamurze), w Korei, we wschodniej połowie Chin (włącznie z wyspą Hajnan), na Tajwanie, w południowo-zachodniej Mjanmie i północnym Laosie; zimuje głównie w Indiach, Bangladeszu, Mjanmie, Tajlandii i południowych Indochinach.
- O. chinensis andamanensis – Andamany
- wilga wyspowa (O. chinensis macrourus) – Nikobary
- wilga cytrynowa (O. chinensis maculatus) – Półwysep Malajski, Sumatra, Jawa, Bali i Borneo
- O. chinensis mundus – Simeulue i Nias
- O. chinensis sipora – Sipura
- O. chinensis richmondi – Siberut, Północna i Południowa Pagai
- O. chinensis lamprochryseus – Masalembu
- O. chinensis insularis – Sapudi, Raas i Kangean
- wilga czarnogrzbieta (O. chinensis melanisticus) – Talaud
- O. chinensis sangirensis – Sangihe i Tabukan
- O. chinensis formosus – Siau, Tahulandang, Ruang, Biaro i Mayu (wyspy przy północno-wschodnim krańcu Celebesu)
- O. chinensis celebensis – Celebes i pobliskie wyspy
- wilga żółtoczelna (O. chinensis frontalis) – Banggai i Sula
- O. chinensis stresemanni – Peleng
- O. chinensis boneratensis – wyspy Morza Flores
- wilga pomarańczowa (O. chinensis broderipi) – Małe Wyspy Sundajskie
- wilga maskowa (O. chinensis chinensis) – Palawan, Luzon, Mindoro i sąsiednie wyspy (zachodnie i północne Filipiny)
- O. chinensis yamamurae – Visayas, Mindanao i Basilan (środkowe i południowe Filipiny)
- O. chinensis suluensis – Archipelag Sulu

## Występowanie
Wilga maskowa występuje w Azji Wschodniej i prawie całej Azji Południowo-Wschodniej. Północna część populacji (podgatunek diffusus) migruje – zimuje w Azji Południowo-Wschodniej, Bangladeszu i Indiach, gdzie szczególnie często widywana jest w Ghatach Zachodnich. Niektóre osobniki odbywające lęgi na Półwyspie Indochińskim migrują na zimę do Singapuru, gdzie są nierozróżnialne od lokalnego podgatunku.
Środowiskiem naturalnym tego gatunku są nadmorskie lasy i namorzyny, ale przystosował się też do środowisk antropogenicznych takich jak obszary rolnicze, parki czy ogrody. Wilgi maskowe rzadko przebywają na ziemi. Żerują głównie w koronach drzew, jednak unikają zwartych kompleksów leśnych.

## Cechy gatunku

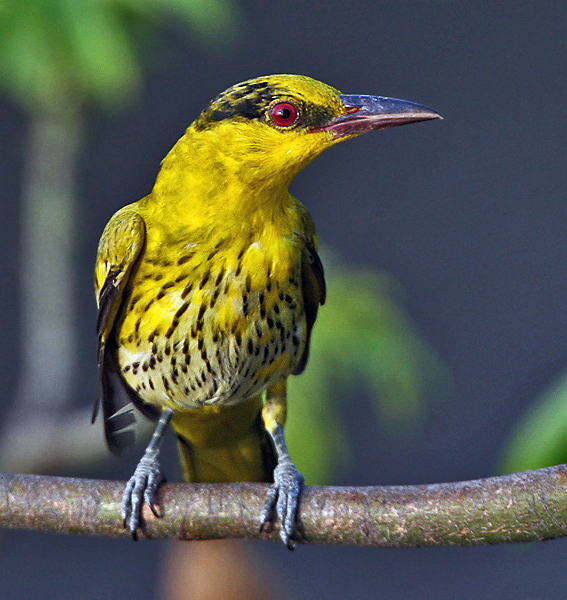
Młody osobnik

Długość ciała około 27 centymetrów. Upierzenie samca jasnożółte, ponadto czarny pas dookoła głowy przebiegający w okolicach oczu, skrzydła czarno-żółte, różowy dziób, szare nogi i czerwone oczy. Upierzenie samicy podobne, ale bardziej matowe, płaszcz zielonkawożółty. Osobniki juwenilne mają białawy spód ciała z ciemnymi prążkami, szary dziób i jaśniejszy pas okalający głowę.

## Lęgi
Gniazdo w kształcie filiżanki zawieszone jest na rozwidleniu na końcu cienkiej gałęzi, wysoko na drzewie. Wilgi maskowe budują je z kory, gałązek, traw i korzeni. Do tak przygotowanego gniazda samica składa 2–3 błękitnobiałe jaja z brązowymi kropkami. Okres inkubacji trwa około 2 tygodni.

## Pożywienie
Wilgi maskowe żywią się jagodami, a w szczególności figami, ponadto dużymi owadami i małymi zwierzętami (również pisklętami).

## Status
IUCN uznaje wilgę maskową za gatunek najmniejszej troski (LC, Least Concern) nieprzerwanie od 1988 roku. Liczebność populacji nie została oszacowana, ale ptak ten opisywany jest jako pospolity. Trend liczebności populacji uznawany jest za spadkowy.